# Ouratea francineae
Ouratea francineae är en tvåhjärtbladig växtart som beskrevs av C. Sastre. Ouratea francineae ingår i släktet Ouratea och familjen Ochnaceae. Inga underarter finns listade i Catalogue of Life.